# Sympetrum croceolum
Sympetrum croceolum är en trollsländeart som först beskrevs av Selys 1883.  Sympetrum croceolum ingår i släktet ängstrollsländor, och familjen segeltrollsländor. Inga underarter finns listade i Catalogue of Life.